# Lophocampa mixta
Lophocampa mixta là một loài bướm đêm thuộc phân họ Arctiinae, họ Erebidae.